# Gawriił Bertrain
Gawriił Aleksiejewicz Bertrain (ros. Гавриил Алексеевич Бертрен, ur. 8 lutego 1869, zm. 25 października 1939 w Neuilly-sur-Seine) – rosyjski szermierz. Członek rosyjskiej drużyny olimpijskiej w 1912 roku.